# 儿童节 (中华民国)
兒童節，又稱四四兒童節，乃由中華民國政府所法定、曾經流行於中國大陸、現今延續至臺灣、並仍為香港民間所慶祝的兒童節。
1931年，上海市政府轉呈中華慈幼協會建議增設4月4日為兒童節的意見，並獲得中華民國國民政府批准，進而立法確立「四四兒童節」。1949年國共內戰及中華人民共和國成立後，中國大陸的兒童節自1950年起從原本的4月4日改為6月1日，以遵循國際婦聯在1949年開會倡議並確立的六一國際兒童節。然而當時英屬香港的主流華裔社群仍視中華民國為中華文化之正統，故依舊保留在4月4日庆祝儿童节的習慣。1997年香港主權移交後，亦有不少民眾堅持如此。
在臺灣，兒童節屬於法定假期，因日期常與清明節相近而形成「連假」，全島各縣市幾乎都有親子同樂等慶祝活動。

## 國府遷台前

### 創立和發展

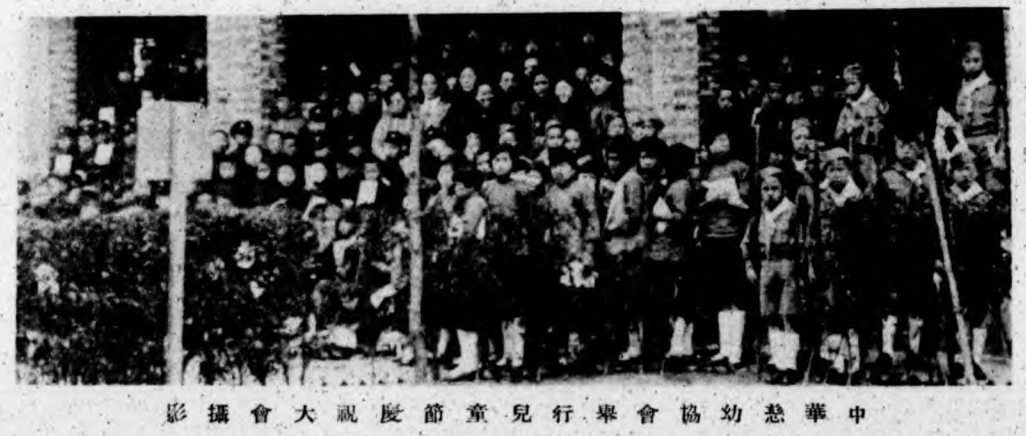
1935年，中华慈幼协会在南京举行儿童节庆祝大会

1925年8月，54国代表在瑞士日内瓦举行儿童幸福国际大会，通过《日内瓦保障儿童宣言》，呼吁世界各国设立“儿童节”。到1930年7月，天津出现了儿童幸福宣传周，在1930年10月12日举办了第一次以儿童健康为主题的儿童幸福运动会，后中国各地开始追随天津举办儿童幸福运动会。
1931年3月7日，中华慈幼协会提案至上海社會局並轉交南京國民政府，呼吁政府响应《日内瓦保障儿童宣言》，重视儿童权利、反对虐杀儿童，在公曆4月4日设立儿童节，旨在“引起民众注意，使人人有慈幼思想，人人负慈幼责任，并可使儿童自知所处之地位，庶扩大慈幼范围，树强国强种之基”。提案经过上海市社会局提交给中华民国国民政府，于当年8月17日收到批准，翌日经由上海《申报》、北平《世界日报》等全国各大报刊公布。当时的《中华周报》如此解释设立儿童节的必要：
|  | 国民教育既未普及，强迫教育又未实行，各地方虽开设若干小学校幼稚园为儿童教育之所，但数目非常有限，且民智未开，社会上每每对于儿童教养视为无足轻重的事。儿童在社会上是没有地位的，父兄之养育其子弟，无非出于巩固家庭养老传嗣的一种私意，并无丝毫强国强种的观念。若不由政府指定一个日期，做一种盛大的宣传，则不足唤醒人民对于儿童事业的注意。 |

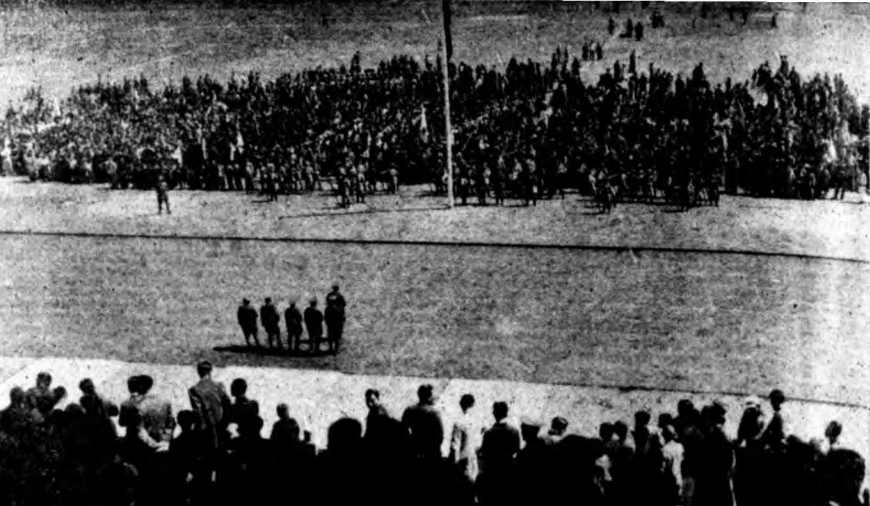
1936年上海的兒童節大會

面对日本入侵，儿童被与救国相联系。提议将4月4日定为儿童节的孔祥熙还专门撰文称：“欲谋救国，宜从根本上着手，需先培养国家生命所寄托之儿童，以十年生聚十年教训之义，教养国内多数儿童，如此国难可解外侮永绝。”“儿童不是旧时代的继承者，儿童是新时代的开创者！”、“儿童是改造社会的小工人”、“儿童是复兴中华民族的生力军”、“加紧敎育儿童，训练儿童”等口号逐渐流传开来。1931年九一八事变后，儿童节也成为了爱国主义教育的平台，如1934年广州市政府制定《儿童歌》，并要求各学校在节前教授给学生，其内容则是“今朝盛节祝儿童，国光付托我儿童，责任繁重，雪耻国强仗我躬，真主人翁，警醒大家勿醉梦，频敲暮鼓与晨钟”。
1931年起，儿童节多以各学校的童子军活动，加之庆祝活动。抗日战争中，童子军们还上街进行宣传，协助抓捕汉奸。八一三事变后，南京的童子军纷纷上街游行，宣传抗日，还进行自发募捐。此外，他们还协同宪兵等盘查可疑人员，如9月下旬三民中学童子军即抓获准备向高射炮兵营房水井下毒的男女。共有七十多人在八一三事变后的若干月内被南京童子军抓获。
儿童节的纪念活动颇为繁复，例如上海市的纪念活动包括奏乐、唱歌、向总理遗像致敬、静默、主席报告、市长致辞、各机关代表演说、名人演讲、儿童代表演讲、欢呼口号以及公安局奏乐、保安队教导团演习等诸多流程，还常延请名人进行演讲。 纪念大会参与者众多，多有设立党政机关职员为主的儿童节纪念大会委员会，结束是还要高呼“中华民族万岁、三民主义万岁”等口号。1935年，中华民国国民政府决定当年4月4日至次年4月3日为“全国儿童年”。

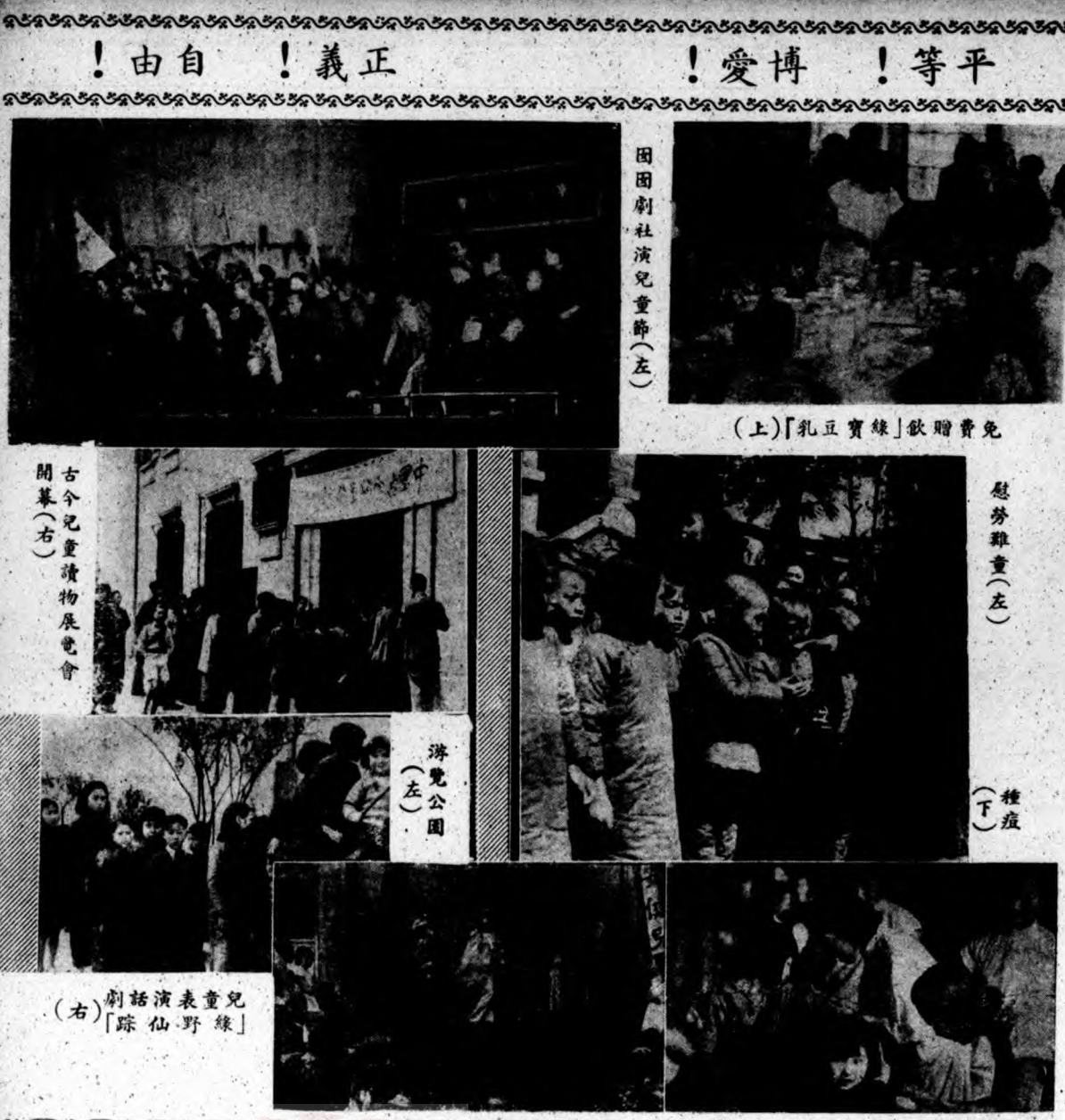
1941年兒童節慰劳难童活動剪影

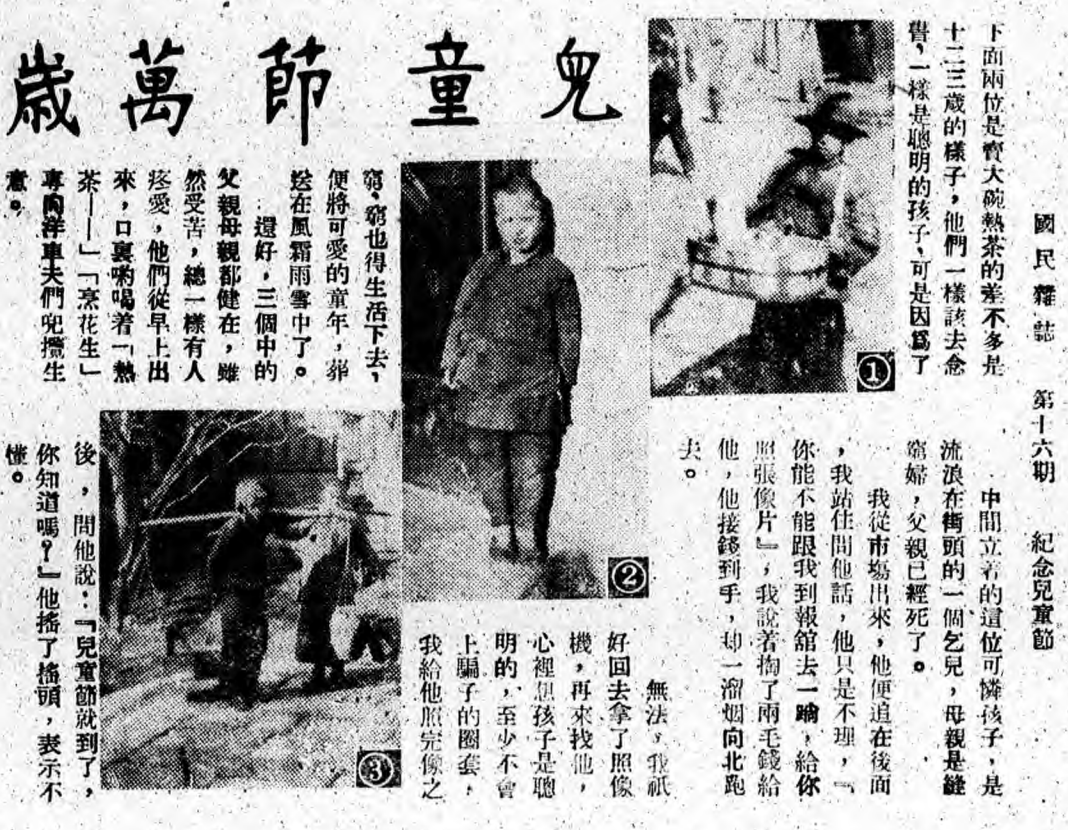
北平《国民杂志》报道1942年儿童节当天的流浪儿童

### 質疑和反思
然而，这类的儿童节庆祝也遭到质疑，如1935年的《民众先锋》刊载《谁的儿童节》一文，其中说道：
|  | 每年的儿童节，各要人家的公子小姐都穿着新装，他们的小照片都会登载各报上，但那些农村经济破产下的儿童，做小生意的儿童，他们有些成日只能穿着破衣裳挨家挨户的唱，有些在乡下啃草皮，好多十三岁的儿童为得一角钱要挖一整天的阴沟。同样是儿童，同样是未来的主人翁，这样矛盾的社会，儿童节真不知道是哪些儿童的。 |

陶行知也在《民主的儿童节》一文中说道：
|  | 幸运的儿童是一年三百六十五天，天天过儿童节，不幸的儿童就连四月四日也与他们无关，他们在儿童节仍旧是搽皮鞋、拾狗屎。 |

### 中共的慶祝
1950年前，中国大陆及先前中共领导下的革命根据地或解放区的儿童节亦为4月4日，中共报刊会发文或发题词纪念，如：1938年毛泽东就曾为《边区儿童》杂志题词。1939年儿童节，河北阜平举行大会进行游行、演讲和演戏，河北唐县则进行了儿童大检阅，山西辽县则举办政治测验、军事测验、话剧表演。1940年，中华民族解放先锋队、西北青年救国联合会决定“帮助已有的儿童团体，普遍建立抗日儿童团”，毛泽东在当年4月12日延安的《新中华报》上题词“天天向上”。1949年的“四四”儿童节获得了《人民日报》、《北平解放报》、《大众日报》、北平人民电台等诸多媒体的关注。《人民日报》以头版报道中共接管北平后的首个“四四”儿童节：
|  | 昨日全市各小学，举行庆祝大会，第六区中心小学600多小学生集会庆祝，表演了新学的秧歌舞“兄妹开荒”“夫妻识字”，合唱“国民党一团糟”等32个节目，并选举了校内清洁运动中的模范英雄，这表示着新解放的北平儿童正在飞快地前进着。华北有名的荣臻小学开游艺会时，幼稚园的4岁儿童任燕西指挥一队3岁至5岁的儿童合唱队，这表示了老解放区的儿童是充分被培养并发展着他们的智能。 去年国民党匪帮统治北平时，曾演戏式地点缀过这佳节，只有470个儿童参加了健康比赛；而现在则各电影院和公园名胜的大门向数万失学的贫苦儿童畅开着，而且，人民政府除在各区已举办70多补习夜校外，今后并将推行爱学习、爱劳动、爱新民主主义新中国的“三爱运动”，以培养新中国的新儿童。 |

### 變更和廢除

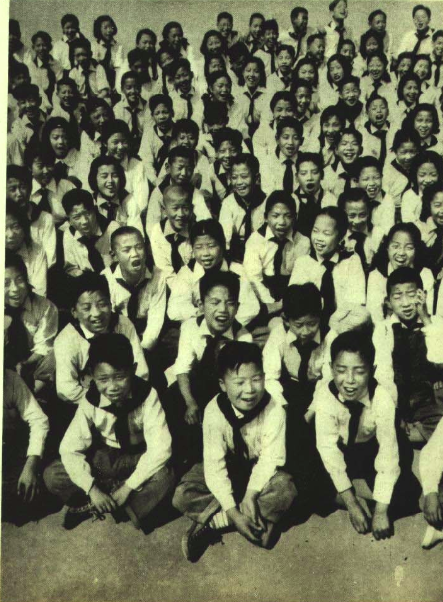
1950年，中華人民共和國慶祝的第一個“六一”兒童節。

1949年12月23日，中华人民共和国政务院响应1949年11月国际民主妇女联合会将儿童节定为6月1日的决议，在其第十二次政务会议中公布了《全国年节和纪念日放假办法》，将中国大陆的儿童节改为6月1日，以悼念捷克利迪策村的大屠殺。1950年3月30日，中央人民政府教育部发表了《关于庆祝“六一”儿童节的通告》，并宣布废除“四四”儿童节。当年的新华社还写了《儿童节为什么从四月四日改为六月一日？》的专门报道，其中称：
|  | 劳动人民的子女，新生的一代儿童，已解脱了帝国主义、封建主义、官僚资本主义的压迫与剥削，获得了解放，作了新中国的小主人；并且与全世界劳动人民的儿童，正日益建立兄弟友谊的亲密关系。为了培养广大儿童的国际主义思想，所以中央人民政府政务院规定我国的儿童节与国际儿童节统一起来，旧的‘四四儿童节’自应废除。 |

自此，中国大陆的儿童节改为6月1日。

## 國府遷台後

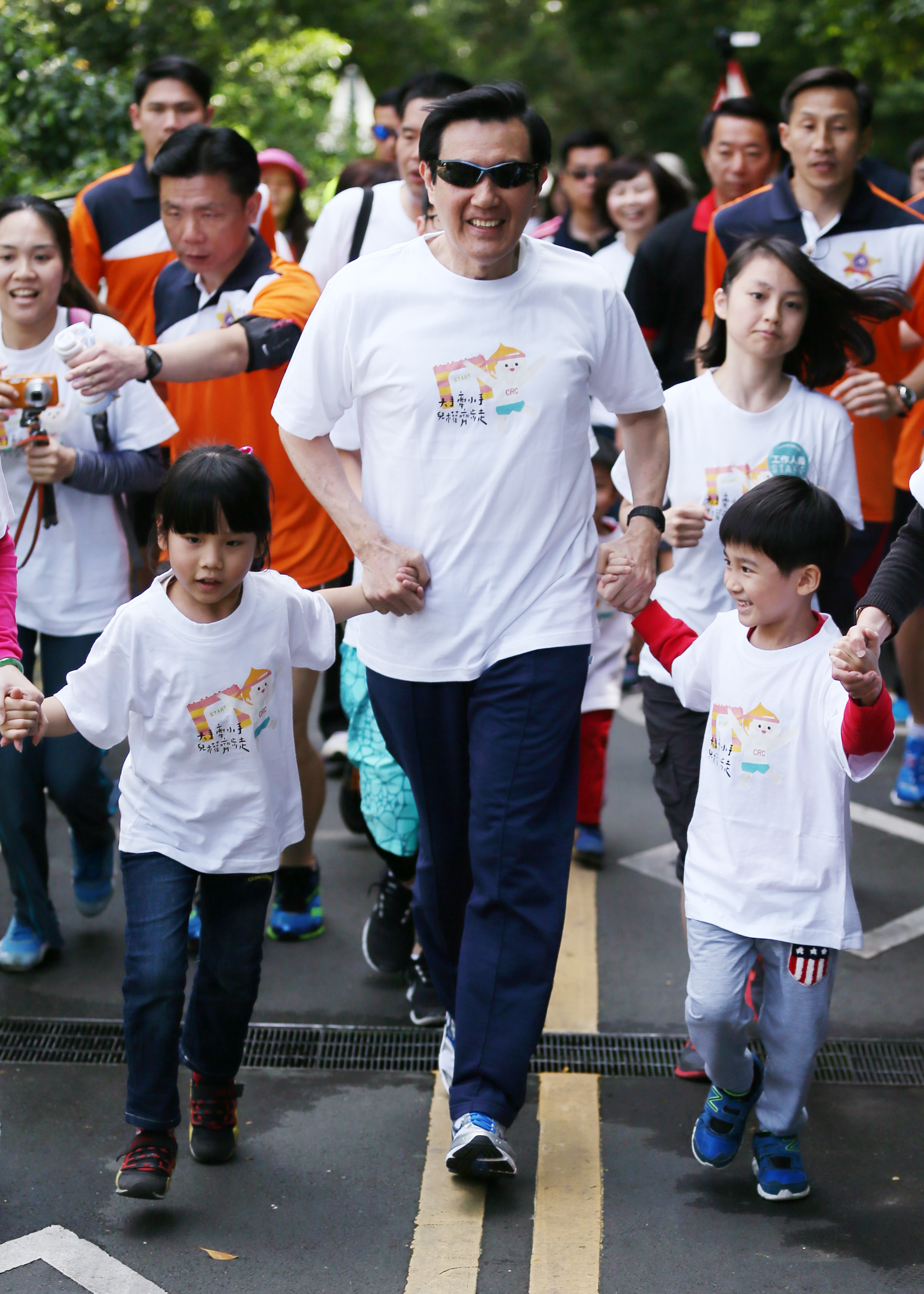
馬英九出席2015年兒童節「大手牽小手 兒權齊步走」家家愛跑活動

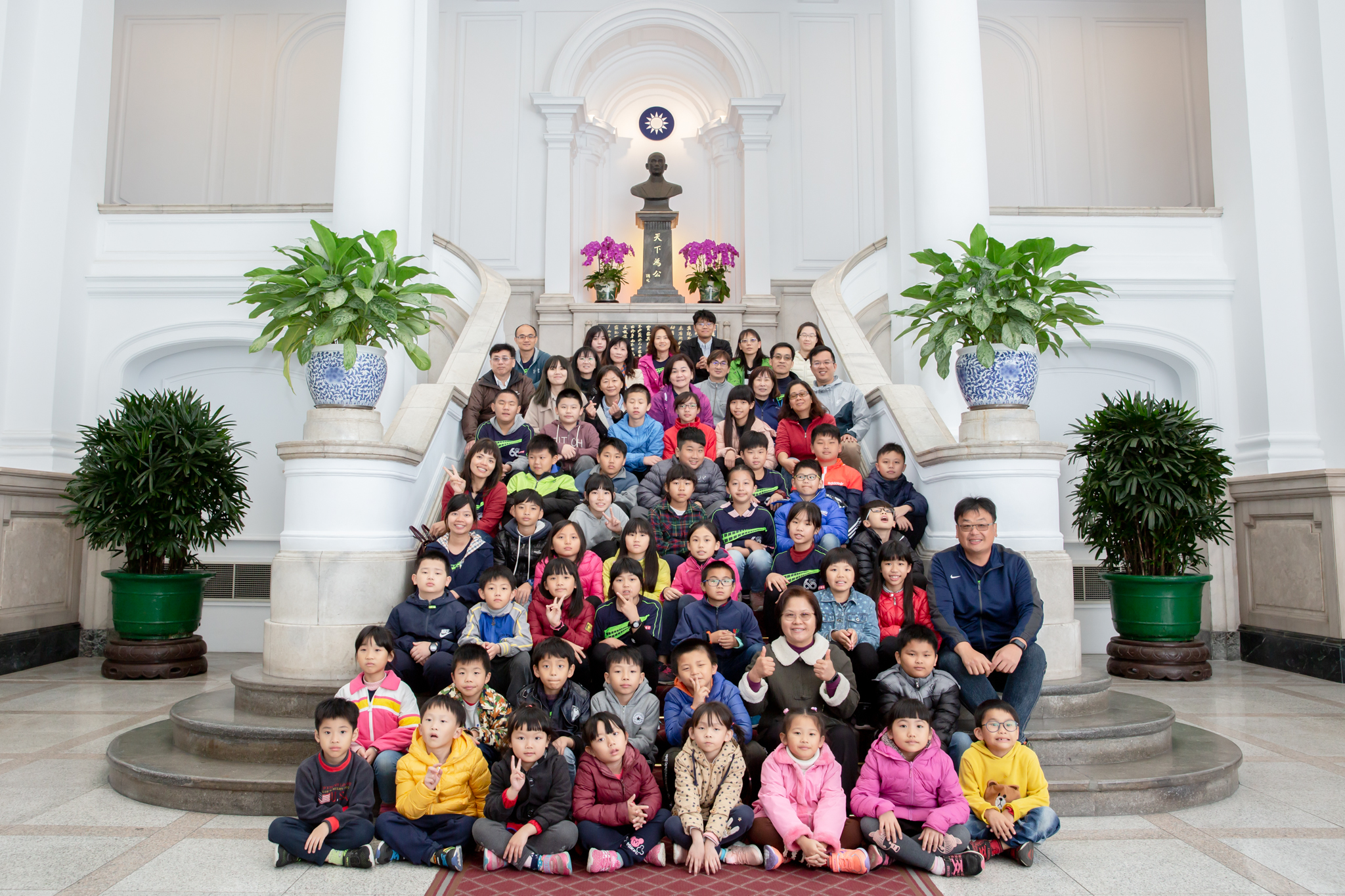
雲林縣麥寮鄉興華國小師生於2019年兒童節前夕訪問臺北市的中華民國總統官邸

### 庆祝活动
國府遷台後，臺灣延續慶祝四四兒童節至今。許多縣市會在兒童節前舉辦模範兒童表揚大會，表彰國小及幼稚園中品學兼優的兒童；慈善組織會籌辦病童援助等關懷活動；政府及社會團體會聯合商家及遊樂園等單位一起推出福利贈品或優惠配套；全台各地方政府也會與在地企業合辦許多親子活動。

### 法定假日
該節自訂立60年後，才於1991年被中華民國政府納入國定假日，並改稱「婦女節、兒童節合併假期」，意即把國際婦女節（3月8日）與兒童節（偶爾包括清明節）整合在4月4日同一天放假，但該舉措卻被坊間誤讀為三八婦女節不再休假，使得大眾傳媒一度以「婦幼節」通稱之，而這種父權主義色彩濃厚的叫法也引發爭議及諸多批評。雖然該舉措於1998年因休假制度更動而被政府取消，但仍有民眾過後不斷撥電質詢，最終招致中華民國內政部於2002年及2007年出面澄清，直至2011年方才恢复。
「兒童節」及「民族掃墓節」（清明節）为《內政部紀念日及節日實施辦法》規定之應當放假的節日，屬於帶薪假日，如若上班則需要加倍給薪，若需調休則需要雇主和勞工提前磋商。除卻這兩日外，若逢週末則可放假四日，若這兩日落在例假或休息日中，則需要補假，2018年因彈性放假還可放假5日。 2011年，曾經有勞工投訴雇主不准予兒童節放假，被勞工局指若違法至少罰6千。雇主不在兒童節放假可向勞工局（處）或社會局（處）申訴。

## 选期的解释
儿童节为何设立于4月4日并无官方之解释，蔡元培在1934年上海市第四届儿童节纪念会给出了其个人见解。蔡元培在演说中表示“我国国庆节为十月十日，而名之为双十节；儿童节为四月四日，当名之为双四节”，认为“盖以时期正值春令，且届植树节，以气候论，南北相同，又与往时之‘三三’、‘五五’、‘七七’、‘九九’及‘十十’各节交相辉映而不冲突”。
蔡元培还提出“两种事、四件事、八个字”用以解释4月4日儿童节的内涵：“第一个‘四’字，即食、衣、住、行，是我们的基本生活。各位小朋友，现在仰给于家庭父母，如果没有父母的供给，或父母不注意，即发生危险。故各位要记着此时此刻父母供给，将来成人后即要努力工作，以抵偿今日之债；第二个‘四’字，即智、体、德、美四育。大人们锻炼你们的身体，培植你们读书，告诉你们做人的道理，陶养你们的性情，就是智体德美四种教育。”

## 儿童节歌曲
1939年，蔡元培为当年的儿童节创作了《儿童节歌》：
|  | 好儿童，好儿童，未来世界在掌中。 若非今日勤准备，将来落伍憾无穷。 好儿童，好儿童，而今国难正重重。 后方多尽一分力，前方将士早成功。 |

陶行知也曾为4月4日的儿童节创作歌曲《儿童世大人歌》：
|  | 四月四，四月四， 大人要立志，肯跟小孩学，才算大本事。 |